# Daniel Theiler

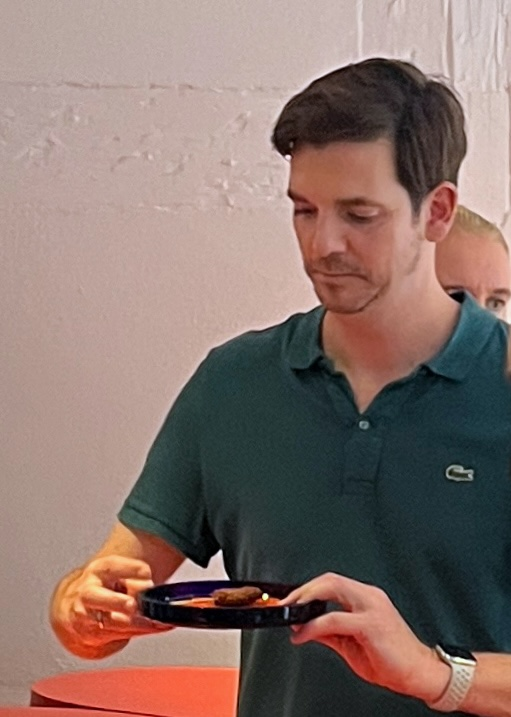
Daniel Theiler bei der Eröffnung der Ausstellung Flavour friends in der Galerie Bernau, August 2025

Daniel Theiler (* 1981 in Bonn) ist ein deutsch-türkischer Künstler, Architekt und Filmemacher.

## Leben und Ausbildung
Daniel Theiler studierte Architektur an der Technischen Universität Berlin, der ETH Zürich und der University of Strathclyde in Glasgow und schloss mit dem Diplom-Ingenieur ab.
Ein anschließendes Kunststudium absolvierte er an der Bauhaus-Universität Weimar bei Danica Dakić sowie am School of the Art Institute of Chicago. Nach seinem Abschluss als Master of Fine Arts war er Meisterschüler bei Nina Fischer an der Universität der Künste Berlin.

## Werk
In seiner konzeptuellen und ortsspezifischen Kunst setzt er sich mit sozialen Utopien, Raum, Erinnerung und Partizipation auseinander. Seine Werke verbinden analoge und digitale Medien und wurden international ausgestellt und ausgezeichnet. Theiler arbeitet medienübergreifend mit Video, Fotografie, Skulptur und digitalen Formaten. Zentrale Themen seiner Arbeit sind kollektives Gedächtnis, urbane Transformationen, soziale Utopien und die Beziehung zwischen Architektur, Macht und Gemeinschaft.
Sein Kurzfilm Top Down Memory (2021), der sich mit vermeintlichen historischen Ereignissen auf dem Balkon des Berliner Schlosses befasst, wurde international gezeigt, u. a. im Wettbewerb der Internationalen Kurzfilmtage Oberhausen, dem Sapporo Short Fest, dem Istanbul Experimental Festival sowie im Auditorium des Louvre in Paris. Der Film ist seit 2021 Teil der Ausstellung "Berlin Global" im Berliner Humboldt Forum.
Zu seinen weiteren Projekten zählen partizipative Installationen wie das Grünau Golf Resort, ein fiktives Golf-Resort mit 45 Löchern auf den Grünflächen der Leipziger Neubausiedlung Grünau, Am Horn Gepackt, ein begehbarer Nachbau des Musterhaus Am Horn aus Holz und Stoff auf dem Kunstfest Weimar 2018 und das Bundesministerium für Blühende Landschaften. In seiner Arbeit PdR Leipzig schlug er 2019 vor, den Palast der Republik auf dem Wilhelm-Leuschner-Platz in Leipzig wiederaufzubauen. In der Ausstellung Non-Stop (2024) setzte sich Theiler mit der Verbindung zwischen Luftfahrt, Migration und Klimaaktivismus auseinander.

## Ausstellungen und Rezeption
Theilers Arbeiten wurden international in Museen, Festivals und Kunsträumen gezeigt, unter anderem in der Galerie für Zeitgenössische Kunst Leipzig, im Museum Angewandte Kunst in Frankfurt, der Kunsthalle Rostock, dem Humboldt Forum und dem Kunstfest Weimar. Er war Artist-in-Residence im MuseumsQuartier Wien und seine Filme wurden an den Goethe-Instituten in Los Angeles, New York, Boston, Chicago und Hanoi gezeigt.

Arbeiten von Daniel Theiler, darunter die Ausstattung des Grünau Golf Resort, befinden sich in der Sammlung zeitgenössischer Kunst der Bundesrepublik Deutschland sowie in der Sammlung der Staatlichen Kunstsammlungen Dresden.

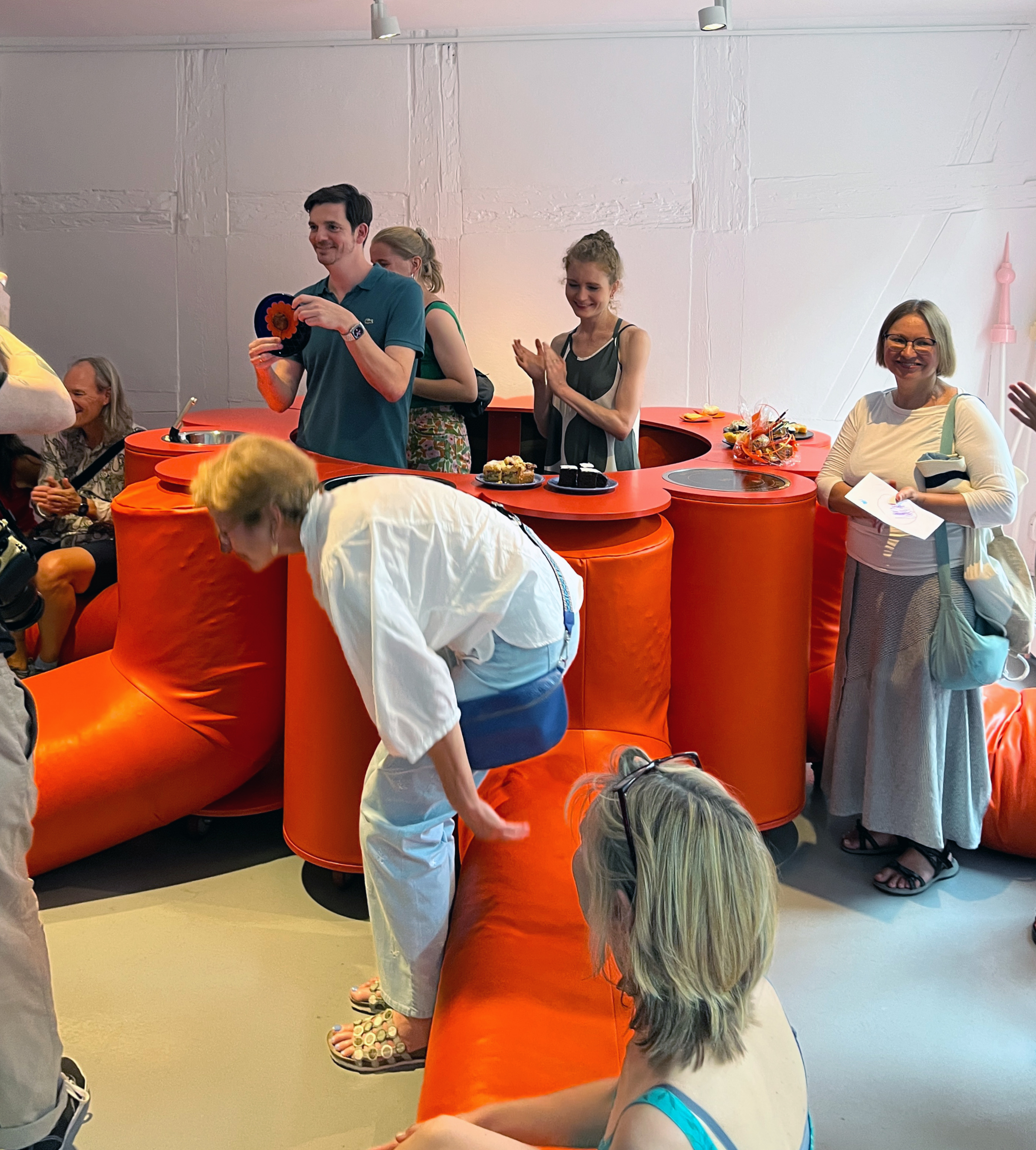
Galerie Bernau, Eröffnung Ausstellung Flavour friends, Daniel Theiler, Renata Mueller-Tiburtius (verdeckt), Rebecca Stoll

## Auszeichnungen
- 2022: Distinction/Honorable Mention, Vidéoformes Clermont-Ferrand[27]
- 2021: Bester Architekturfilm, Internationale Kurzfilmwoche Regensburg[28]
- 2021: Innovationspreis Filmzeit Kaufbeuren[29]
- 2021: Best Experimental Film, Mitteldeutsches Kurzsüchtig Kurzfilmfestival[30]
- 2021: Preis für interdisziplinäre Umsetzung des Münzenberg Forums[31]

## Publikationen
- Theiler, D. (2021) (Hrsg.): Reconstructing Tomorrow. Berlin: Hatje Cantz. ISBN 978-3-7757-4918-3.
- Theiler, D. (2021). Das Grünau Golf Resort – Konfrontation als Einladung zum Austausch. In M. Brunner, M. Harnack, N. Heger & H.-J. Schmitz (Hrsg.): Transformative Partizipation – Strategien für den Siedlungsbau der Nachkriegsmoderne (S. 83 – 90) Berlin: JOVIS. ISBN 978-3-86859-691-5
- Theiler, D. (2017). Golfen zwischen Platten. In J. Richter, T. Scheffler & H. Sieben (Hrsg.): Raster Beton – Vom Leben in Großwohnsiedlungen zwischen Kunst und Platte: Leipzig-Grünau im internationalen Vergleich (S. 136–137). Weimar: M Books. ISBN 978-3-944425-06-1